# Shibue Chūsai

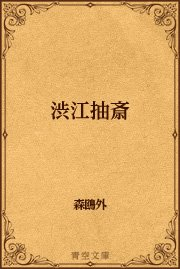
„Shibue Chūsai“

Shibue Chūsai (japanisch 渋江 抽斎; geboren 28. Dezember 1805 in Edo (Provinz Musashi); gestorben 5. Oktober 1858 enbenda) war ein japanischer Mediziner, Philologe und Büchersammler.

## Leben und Wirken
Shibue Chūsai wurde in Kanda, Edo, als Sohn von Shibue Yoshinari (渋江 允成), einem Hofarzt der Hirosaki-Domäne (弘前藩), und dessen dritter Frau Tsumunei (縫) geboren. Er studierte Konfuzianismus bei Ichino Meian (市野 迷庵; 1765–1826), einem Geschichtsforscher, und nach Meians Tod bei Kariya Esai (狩谷 棭斎, 1775–1835). Er lernte Medizin bei Izawa Ranken (伊沢蘭軒; 1777–1829), hatte Kontakte zu Konfuzianisten und Ärzten und schrieb Werke in den Bereichen Medizin, Philosophie und Kunst. Er diente seinem Fürsten Tsugaru Yukitsugo (津軽 順承; 1800–1865), wirkte ab 1844 an der Lehranstalt des Shogunats für Medizin „Seijukan“ (躋寿館) in Edo. Er wurde als beispielloser Geschichtsforscher der damaligen Zeit gepriesen und veröffentlichte mit Mori Risshi (森 立之; 1807–1885), ebenfalls Arzt und Büchersammler, und anderen „Keiseki-tō koshi“ (経籍訪古志) – etwa „Aufzeichnungen zu geschichtlichen Besuchen“. Eine weitere Veröffentlichung war „Ishimpō“, das wiederentdeckte Medizinbuch der Heian-Zeit. Er hatte auch große Erfolge in der Erforschung von klassischen chinesischen Texten (漢文) und den Texten der Kokugaku (国学), der „Nationallehre“.
Shibue war als Büchersammler bekannt und soll 35.000 Exemplare gesammelt haben. Leider gingen viele davon aufgrund der finanziellen Pläne seiner Familie, nicht zurückgegebener Bücher und der Nachlässigkeit der Verwalter verloren. 1858 erkrankte er an Cholera und starb. Sein Grab befindet sich am Tempel Kannō-ji (感応寺) im Bezirk Edogawa, Tokio. Er hatte in seinem Leben vier Frauen, und seine letzte Frau, Io (五百), beschützte die Familie Shibue nach dem Tod von Chūsai. Sie starb 1884.
Im Jahr 1916 veröffentlichte Mori Ōgai den historischen Roman „Shibue Chūsai“, der dadurch einer breiten Öffentlichkeit bekannt wurde. Die Person, die Ōgai Materialien zur Verfügung stellte, war Shibue Tamotsu (渋江 保), der siebte Sohn von Chūsai.